# Krystyna Liberda
Krystyna Liberda (Niedźwiedź, 7 marzo 1968) è un'ex biatleta polacca.

## Biografia
In Coppa del Mondo ottenne il primo risultato di rilievo il 19 dicembre 1992 a Pokljuka (49ª) e i miglior piazzamento il 6 marzo 1993 a Lillehammer (48ª).
In carriera prese parte a un'edizione dei Giochi olimpici invernali, Albertville 1992 (60ª nella sprint, 59ª nell'individuale), e a due dei Campionati mondiali, vincendo una medaglia.

## Palmarès

### Mondiali
- 1 medaglia:
  - 1 bronzo (gara a squadre[2] a Borovec 1993)